# Ngirhaphium thaicum
Ngirhaphium thaicum — вид двокрилих комах родини зеленушок (Dolichopodidae). Описаний у 2019 році.

## Поширення
Вид трапляється вздовж узбережжя Сіамської затоки в Таїланді та Камбоджі. Трапляється на мангрових болотах.